# New Weird America
New Weird America est le nom donné pour décrire un sous-genre de musique indépendante et psychédélique, la plupart du temps de la folk psychédélique, de la fin du XXe siècle et du début du XXIe.

## Origine du nom
La création de ce nom est habituellement attribuée à David Keenan dans le numéro d'aout 2003 de la revue The Wire, à la suite du Free Folk Festival de Brattleboro, organisé par Matt Valentine et Ron J. Schneiderman,,,,,. Il s'agit d'un jeu de mots fait par le critique musical Greil Marcus à partir de l'expression "Old Weird America" tirée de son livre Invisible Republic, dans lequel il traite de l'héritage culturel de Bob Dylan et de son entourage, tout en le reliant aux artistes de folk d'avant la Seconde Guerre Mondiale, mentionnés dans l'Anthologie de la Musique Folk Américaine de Harry Everett Smith. 

## Genre musical
Le style de musique dénommée New Weird America provient particulièrement de groupes de rock et de folk psychédéliques des années 1960 et 1970, y compris le groupe américain Holy Modal Rounders et des groupes anglais et écossais, tels que Pentangle, The Incredible String Band, Donovan, et Comus. Ce mouvement trouve aussi son inspiration dans des sources aussi disparates que le heavy metal, le free jazz, la musique électronique, la musique bruitiste, différentes musiques ethniques, la musique concrète, la tropicália et la musique folk américaine du début et de la moitié du XXe siècle. 
Il existe d'autres possibilités de classification très similaires esthétiquement, à savoir le rock psychédélique, la folk psychédélique, le freakbeat, et le freak folk.
Cette musique a été largement traitée dans les pages du magazine Arthur, dans lequel ont été publiés des articles de fond portant sur Devendra Banhart, Joanna Newsom, CocoRosie, Animal Collective, et Six Organs of Admittance. Le magazine a aussi publié un album de compilation The Golden Apples of the Sun en avril 2004 et organisé un festival, le ArthurFest en 2005 et le ArthurBall en 2006, au cours desquels nombre d'artistes de la mouvance ont fait une apparition.